# Карл Вилхелм Фридрих (Бранденбург-Ансбах)
Карл Вилхелм Фридрих фон Бранденбург-Ансбах (на немски: Karl Wilhelm Friedrich von Brandenburg-Ansbach, „der Wilde Markgraf“; * 12 май 1712, Ансбах; † 3 август 1757, Гунценхаузен) е от 1723 г. до смъртта си маркграф на франкското Княжество Ансбах.

## Живот
Той е син на маркграф Вилхелм Фридрих фон Бранденбург-Ансбах (1686 – 1723) и съпругата му, първата му братовчедка, принцеса Кристиана Шарлота (1694 – 1729), дъщеря на херцог Фридрих Карл фон Вюртемберг-Винентал и Елеонора Юлиана фон Бранденбург-Ансбах.
След смъртта на баща му княжеството е от 1723 до 1729 г. първо под регентството на майка му.
Карл Вилхелм Фридрих се жени на 30 май 1729 г. в Берлин за 15-годишната принцеса Фридерика Луиза Пруска (1714 – 1784), дъщеря на крал Фридрих Вилхелм I и Софи Доротеа фон Брауншвайг-Люнебург. Тя е сестра на крал Фридрих II. Фридерика Луиза Пруска е болна и бракът не е щастлив.
Карл Вилхелм Фридрих обича разкошния живот, оставя задължения от 2,3 милиона имперски талери, само за своя лов (соколарство) той харчи годишно 10 процента от държавния бюджет. От 1730 до юни 1748 г. той дава повече от половин милион гулдена за това хоби.
Той подновява дворец Ансбах, построява два ловни двореца в Гунценхаузен. По неговото време се създават 56 нови църкви. От 1736 до 1738 г. престроява църквата „Св. Гумберт“ в Ансбах.
На 2 август 1757 г. той умира от мозъчен удар.

## Деца
Карл Вилхелм Фридрих и Фридерика Луиза Пруска имат децата:
- Карл Фридрих Август (1733 – 1737)
- Карл Александър (1736 -1806), последният маркграф на Ансбах–Байройт

С Елизабет Вюнш (1710 – 1757), дъщеря на соколар, той има четири деца:
- Вилхелмина Елеонора (1743 – 1768)
- Луиза Шарлота (1746 – 1747)
- Фридрих Карл (1734 – 1796)
- Фридрих Фердинанд Лудвиг (1748 – 1811)

По-късно синовете му са номинирани за „фрайхерен фон Фалкенхаузен“ и получават дворци.